# Blutorden
Blutorden (nemško: »krvavi red«, uradno Medaille zur Erinnerung an den 9. November 1923 – Medalja v spomin na 9. november 1923) je bilo odlikovanje Nacionalsocialistične nemške delavske stranke (NSDAP), s katerim so po odloku Adolfa Hitlerja odlikovali udeležence pivniškega puča v Münchnu 9. novembra 1923. Medalje so srebrne; na glavi je upodobljen orel, ki v krempljih drži hrastov venec, v katerem je datum 9. Nov, desno od njega pa napis München 1923–1933. Na zadnji strani je relief zgradbe Feldherrnhalle, kjer je bil puč zatrt, nad njim pa svastika s sončevimi žarki v ozadju. Ob robu je napis UND IHR HABT DOCH GESIEGT (»in vendarle ste zmagali«).

## Zgodovina
Prva izdaja iz 99 % čistega srebra je bila podeljena 1500 udeležencem puča, ki so bili člani stranke ali katere njenih formacij pred januarjem 1932, in kadetom pehotne šole iz Münchna, ki so korakali v podporo Ericha Ludendorffa. Razen Hitlerjeve in Göringove so bile oštevilčene.
Maja 1938 so odlikovanje podelili tudi osebam, ki so bile (a) zaprte zaradi aktivnosti v podporo NSDAP pred letom 1933, (b) obsojene na smrt za aktivnosti v podporo NSDAP pred 1933, a jim je bila kazen kasneje spremenjena v dosmrtno ječo ali (c) huje ranjene v službi stranke pred 1933. Obstoječi prejemniki so razširitev pospremili z negodovanjem. Še kasneje so jo podeljevali tudi članom avstrijske podružnice za udeležbo v februarski vstaji (1934) in junijskem puču ali tistim, ki so dobili daljše zaporne kazni oz. so bili ranjeni zaradi aktivnosti v podporo NSDAP. Poleg tega jih je občasno podeljeval Hitler drugim posameznikom po lastni presoji. Zadnji prejemnik je bil Reinhard Heydrich (posthumno). Te, kasneje podeljene medalje, so bile iz 80 % srebra s serijskimi številkami nad 1500 in brez podpisa izdelovalca (J. FUESS MÜNCHEN).
Prejemnik, ki je izstopil iz stranke, je moral vrniti odlikovanje. Skupno je bilo prejemnikov manj kot 6000, od tega 1500 izvirnih in 436 ob razširitvi leta 1938. Po Hitlerjevem odloku iz leta 1936 je bil Blutorden peti po hierarhiji odlikovanj Tretjega rajha.